# آيوا إنرجي
آيوا إنرجي (بالإنجليزية: Iowa Energy)‏ هو فريق كرة سلة للمحترفين في الولايات المتحدة تأسس في سنة 2007 يقع مقره في دي موين. يلعب في دوري الرابطة الوطنية لفئة التطوير.

## أبرز اللاعبين
من أبرز من مثله:
|  | - جويل أنتوني - إيرل بارون - شانون براون - إيرل كلارك - جون إدواردز - باتريك يوينغ جونيور - تيلور غريفين - كورتني سيمز | - سيدريك سيمونز - جارت سايلر - ديميتريس نيكولز - كارتييه مارتن - جاني لوال - دواين جونز - مايك تايلور - أنتوني توليفر | - جيف تريباجنير - ألاندو تاكر - داميان ويلكنز - جوردن آدامز - جارنيل ستوكس - روس سميث - جيمس إينيس |  |

## أبرز المدربين
من أبرز المدربين الذين دربوه:
- نيك نيرس

## وصلات خارجية
- الموقع الرسمي